# Die Lungauer
Die Lungauer sind eine fünfköpfige Volksmusikgruppe aus dem Lungau/Salzburg. 2013 benannte sich die Gruppe von Murtal Express in „Die Lungauer“ um.

## Geschichte
Der Murtal Express entstand aus dem Duo Andreas Zechner und Thomas Seitlinger, die erstmals 1997 gemeinsam auftraten. Nach dem Beitritt von Dominik Gruber wurde 1999 erstmals der Name Murtal Express verwendet, aber erst das Jahr 2000 gilt als offizielles Gründungsjahr der Band, die inzwischen auf fünf Mitglieder angewachsen war.
Bis 2005 weiteten die Lungauer ihre Auftritte auf ganz Österreich aus, dann gab es einen großen Umbruch. Drei Mitglieder verließen die Band, zwei davon, Mit-Gründer Seitlinger und Thomas Kößler, wurden Mitglied der Blaskapelle Juvara. Drei Mitglieder kamen neu hinzu. Danach verstärkte der Murtal Express seine Aktivitäten, neben Plattenaufnahmen folgten auch Auftritte im Ausland.
2008 und 2010 folgten zwei weitere Umbesetzungen, so dass neben Gründungsmitglied Zechner die Band seitdem aus Johannes Feuchter, Stefan Wagger, Peter Leitner und Philip Santner besteht. Im Oktober 2010 nahm der Murtal Express zusammen mit den slowenischen Oberkrainer Polka Mädels am 18. Alpen Grand Prix teil und gewannen in der Kategorie Volkstümliche Musik mit ihrem Beitrag Wo Musik erklingt den ersten Platz.
2013 wurde das erste Album A geile Zeit unter dem neuen Namen „Die Lungauer“ veröffentlicht. Im Jahre 2016 wurde das zweite Album „Vom Feinsten“ auf den Markt gebracht. 2017 wurde die Gruppe mit dem „Oberkrainer Award“ ausgezeichnet. Im Jahr 2018 wurde gemeinsam mit ORF Steiermark ein Tonträger „Volksmusikhits aus Österreich“ produziert. 2020 wurde im eigenen Tonstudio „WaggerMusic“ der Tonträger „Mei Musi“ produziert. Ende 2020 verließ das langjährige Bandmitglied Stefan Wagger die Band. An seine Stelle trat Florian Fesl. In Zusammenarbeit mit dem Tonstudio "Fredl´s Soundhaufn" wurde 2022 ein neues Album unter dem Namen "Oberkrainer Forever" veröffentlicht.

## Mitglieder
- Peter Leitner (* 12. Februar 1986), Trompete (seit 2008)
- Christian „Cheesy“ Pfeifenberger (* 12. Februar 1994), Akkordeon (seit 2011)
- Thomas „Tom“ Oberreiter (* 24. Juni 1992), Klarinette (seit 2012)
- Christian „Friedl“ Pfeffer (* 28. September 1995), Bass (seit 2016)
- Florian „Flo“ Fesl (* 11. September 1988), Gitarre (seit 2020)

## Diskografie (Auszug)
- 2005: Murauer Bierhit (Single)
- 2006: Volksmusik mit viel Schwung
- 2010: (Un)Endlich Krainer
- 2013: A geile Zeit
- 2016: Vom Feinsten
- 2018: Volksmusikhits aus Österreich
- 2020: Mei Musi
- 2022: Oberkrainer forever

## Belege
1. ↑  Blaskapelle Juvara - Besetzung (Memento des Originals vom 4. März 2016 im Internet Archive)  Info: Der Archivlink wurde automatisch eingesetzt und noch nicht geprüft. Bitte prüfe Original- und Archivlink gemäß Anleitung und entferne dann diesen Hinweis.
2. ↑  Siegerliste des Alpen Grand Prix (Memento des Originals vom 26. Februar 2017 im Internet Archive)  Info: Der Archivlink wurde automatisch eingesetzt und noch nicht geprüft. Bitte prüfe Original- und Archivlink gemäß Anleitung und entferne dann diesen Hinweis.
3. ↑  Oberkrainer Award. Abgerufen am 10. März 2018.